# Seznam dílů seriálu Bažináč
Toto je seznam dílů seriálu Bažináč. Americký hororový televizní seriál Bažináč byl zveřejňován v roce 2019 na streamovací službě DC Universe, celkem bylo zveřejněno 10 dílů seriálu.

## Přehled řad
| Řada | Díly | Zveřejnění v USA | Zveřejnění v USA | Premiéra v ČR  | Premiéra v ČR   |
| Řada | Díly | První díl        | Poslední díl     | První díl      | Poslední díl    |
| ---- | ---- | ---------------- | ---------------- | -------------- | --------------- |
| 1    | 10   | 31. května 2019  | 2. srpna 2019    | 19. ledna 2020 | 22. března 2020 |

## Seznam dílů
| Č. v seriálu | Původní název                | Režie            | Scénář                                                       | Zveřejnění v USA  | Premiéra v ČR   |
| ------------ | ---------------------------- | ---------------- | ------------------------------------------------------------ | ----------------- | --------------- |
| 1            | Pilot                        | Len Wiseman      | Gary Dauberman a Mark Verheiden                              | 31. května 2019   | 19. ledna 2020  |
| 2            | Worlds Apart                 | Len Wiseman      | Mark Verheiden a Doris Egan                                  | 7. června 2019    | 26. ledna 2020  |
| 3            | He Speaks                    | Deran Sarafian   | Rob Fresco                                                   | 14. června 2019   | 2. února 2020   |
| 4            | Darkness on the Edge of Town | Carol Banker     | Erin Maher a Kay Reindl                                      | 21. června 2019   | 9. února 2020   |
| 5            | Drive All Night              | Greg Beeman      | Franklin Rho                                                 | 28. června 2019   | 16. února 2020  |
| 6            | The Price You Pay            | Toa Fraser       | Tania Lotia                                                  | 5. července 2019  | 23. února 2020  |
| 7            | Brilliant Disguise           | Alexis Ostrander | Andrew Preston a Rob Fresco                                  | 12. července 2019 | 1. března 2020  |
| 8            | Long Walk Home               | E. L. Katz       | Doris Egan                                                   | 19. července 2019 | 8. března 2020  |
| 9            | The Anatomy Lesson           | Michael Goi      | námět: Noah Griffith a Daniel Stewart scénář: Mark Verheiden | 26. července 2019 | 15. března 2020 |
| 10           | Loose Ends                   | Deran Serafian   | námět: Rob Fresco scénář: Erin Maher a Kay Reindl            | 2. srpna 2019     | 22. března 2020 |